# 春日局

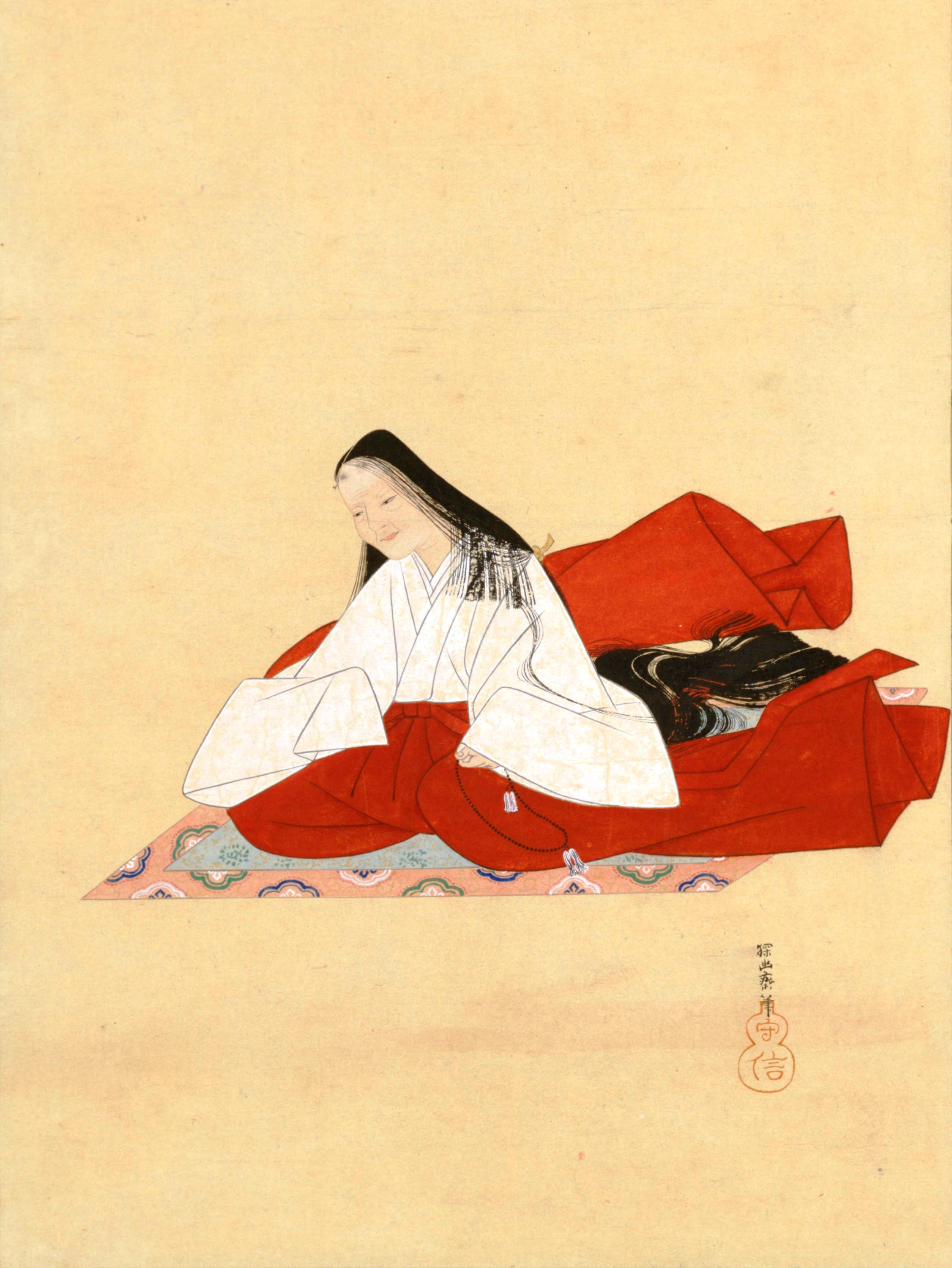
春日局（齋藤福）

春日局（1579年—1643年10月26日），本名齋藤福，父親是明智光秀的家臣齋藤利三，母親是稻葉一鐵（良通）之女。後來成為江戶幕府三代將軍德川家光的乳母，奉命前往皇宮覲見後水尾天皇，得到天皇賜號「春日局」。
親生子稻葉正勝是陪伴德川家光長大的乳兄弟，另一位親生子稻葉正利是陪伴德川家光的弟弟德川忠長的小姓。

## 生涯
春日局（齋藤福）年幼的時候，父親齋藤利三跟隨其主君明智光秀發動了本能寺之變，將織田信長逼死於本能寺。後來發生山崎合戰，明智軍戰敗，利三被逮捕後遭處死。因為身為罪人的家屬，阿福的母親帶著子女投奔在京都的舅舅三條西公國家中，正因此，阿福成長過程中有機會學習到公家文化的書道、歌道、香道等藝文活動。之後以稻葉一鐵之子稻葉重通養女的身份，嫁給重通義子、喪妻的稻葉正成做第二任正室。但是兩人後來離婚，原因是阿福決定要前往大奧做當時剛出生的德川家光乳母。
1604年起，擔任德川家光的乳母兼老師。家光的生母江因為被強迫與自己兒子分離，心裡非常難過，因此生下第二個兒子德川忠長時，堅持親自養育。秀忠夫妻因與次子比較親近，都感覺次子較可愛，也希望以後讓忠長繼承將軍之位。阿福風聞此事，為家光的未來很是擔心，就親自前往大御所德川家康所居住的駿府城，希望家康主持公道，確立家光的地位。不久後，家康以行動表示自己力挺家光的態度，使秀忠夫妻頗為尷尬，也讓家光繼承權不可動搖。
隨著秀忠的退位、江與的過世，實質上幾乎與家光父母一般的阿福，掌握了大奧極高的權力與地位。1629年，她在前往伊勢神宮參拜的途中，以將軍家光的名義以及貴族三條西實條義妹的頭銜入宮覲見後水尾天皇與他的中宮德川和子，迫使天皇賜她「春日局」之號，官階從三位。但由於她實際上是沒有任何官階的，僅是將軍身邊的一個乳母，卻前來皇宮參見天皇，這讓天皇與許多公卿認為是種羞辱，幕府沒有把他們的權威放在眼裡。於是後水尾天皇在當年憤而退位給年僅七歲的明正天皇，以示抗議。（電視劇大奧中春日局拜托三條西家強行獲得春日局之號並非史實）三年後，寬永九年1632年7月20日，再次上京謁見明正天皇，官階晉升至從二位，同時獲得紅色的袴及御賜的天酌杯，因此也被稱為「二位局」，與平清盛的正妻平時子、鎌倉時代源賴朝的正妻北條政子的官階相同。
得到「春日局」名號後的齋藤福，由以前只在江戶城大奧掌權，到後來在政治上扮演重要角色（公家與幕府的中間人），風頭一時無兩。而作為首位大奧御年寄（即總管事）的春日局，自家光即位為三代將軍後已開始著手整治大奧。當中頒布的《大奧法度》（以二代將軍秀忠頒布的大奧法度作基礎加以改革）更是日後大奧二百多年（直至江戶無血開城）的法則。
1643年，春日局過世，年六十五歲。法名為「麟祥院殿仁淵了義尼大姊」，據說麟祥院與紹太寺都是其墓地所在。
她的辭世之句是「相邀西沉之月　悟得個中道理　今日之娑婆　得以逃離乎」。
。
（白話文翻譯：進入西方，邀請月亮，領悟佛法，今天能逃離這人世間的三界火宅嗎?）。

## 登場作品
小說
- 春日局（1988年、文藝春秋、1988年、文春文庫、堀和久（日语：堀和久）著）
- 春日局（学陽書房、杉本苑子（日语：杉本苑子）著）
- 火宅之女－春日局（角川書店、平岩弓枝（日语：平岩弓枝）著）
- 小說 春日局（有樂出版社、北原亞以子（日语：北原亞以子）著）
- 江戶之鼓－春日局之生涯（德間書店、澤田藤子（日语：澤田ふじ子）著）

影視劇
- 烈女競艷錄（1938年、新興電影（日语：新興キネマ）、演：森靜子（日语：森静子））
- 大奧（1968年、KTV、演：三益愛子）
- 德川秀忠之妻（日语：徳川秀忠の妻）（1969年、CX、演：瞳麗香（日语：瞳麗子））
- 春之坂道（日语：春の坂道）（1971年、NHK大河劇、演：司葉子）
- 家光出行（日语：家光が行く）（1972年、NTV、演：加藤治子）
- 大久保彦左衛門（日语：大久保彦左衛門 (テレビドラマ)）（1973年、KTV、演：木暮實千代）
- 運命峠（日语：運命峠 (1974年のテレビドラマ)）（1974年、KTV、演：小夜福子）
- 德川的夫人們（1974年、CX、演：高杉早苗）
- 德川三國志（日语：徳川三国志 (テレビドラマ)）（1975年、NET、演：岸田今日子）
- 柳生一族的陰謀（日语：柳生一族の陰謀#映画）（1978年、東映、演：中原早苗）
- 柳生一族的陰謀（日语：柳生一族の陰謀#連続ドラマ）（1978年、KTV、演：岡田茉莉子）
- 德川的女子們（日语：徳川の女たち）（1980年、CX、演：松尾嘉代）
- 大奧（1983年、KTV、演：大谷直子→渡邊美佐子）
- 花之心（日语：花のこころ）（1985年、TBS、演：森光子）
- 風雲 柳生武藝帳（日语：風雲 柳生武芸帳）（1985年、TX、演：高峰三枝子）
- 風雲江戶城 怒濤之將軍德川家光（日语：風雲江戸城 怒涛の将軍徳川家光）（1987年、TX、演：大塚道子）
- 春日局（1989年、NHK大河劇、演：大原麗子）
- 風雲！江戶的黎明（日语：風雲!江戸の夜明け）（1989年、TX、演：久保菜穗子（日语：久保菜穂子））
- 女帝 春日局（日语：女帝 春日局）（1990年、東映、演：十朱幸代）
- 柳生武藝帳（日语：柳生武芸帳#1990年-1992年）（1990年、NTV、演：草笛光子）
- 德川武藝帳：柳生三代的劍（日语：徳川武芸帳 柳生三代の剣）（1993年、TX、演：淺利香津代（日语：浅利香津代））
- 家康最恐懼的人 真田幸村（日语：家康が最も恐れた男 真田幸村）（1998年、TX、演：山下容莉枝）
- 葵德川三代（2000年、NHK大河劇、演：樹木希林）
- 大奥 第一章（2004年、CX、演：松下由樹）
- 天下騷亂〜德川三代的陰謀（日语：天下騒乱〜徳川三代の陰謀）（2006年、TX、演：片平渚（日语：片平なぎさ））
- 柳生一族的陰謀（日语：柳生一族の陰謀#スペシャルドラマ）（2008年、EX、演：片瀨梨乃（日语：かたせ梨乃））
- 大奧 百花繚亂（2008年、SPO、演：小林由枝（日语：小林かおり (女優)））
- 柳生武藝帳（日语：柳生武芸帳#2010年）（2010年、TX、演：高島禮子）
- 江～公主們的戰國～（2011年、NHK大河劇、演：富田靖子）
- 大奥〜誕生〜（2012年、TBS、演：麻生祐未）
- 柳生一族的陰謀（日语：柳生一族の陰謀#スペシャルドラマ（NHK））（2020年、NHK、演：美村里江）
- 大奧（2023年、NHK、演：齊藤由貴）

漫畫
- 春日局 今時火宅（中央公論新社、池田理代子作）
- 春日局：將軍家光的乳母（學研、坂口直美作）
- 春日局（學研、佐佐木美鈴（日语：佐々木みすず）作）
- 甲賀忍法帖（講談社、山田風太郎著・瀨川雅樹（日语：せがわまさき）作）

## 外部連結
- 春日局之墓 （页面存档备份，存于）（日語）